# 保険院
保険院（ほけんいん）は、厚生省の外局。昭和13年（1938年）から昭和17年（1942年）まで置かれた。

## 沿革
- 昭和13年（1938年）
  - 1月11日 - 厚生省発足に伴い保険院が設置される。前身は内務省社会局保険部及び逓信省簡易保険局。総務局（庶務課、企画課、数理課、施設課）、社会保険局（庶務課、監理課、医務課）、簡易保険局、健康保険相談所が置かれた。
  - 7月 - 社会保険局に国民健康保険課が置かれる。
- 昭和14年（1939年） - 社会保険局に職員船員保険準備課が置かれる。
- 昭和15年（1940年） - 社会保険局に船員労災保険課が置かれる。国民健康保険課が国民保険課に改称される。また、健康保険相談所が健康保健保険指導所となる。
- 昭和17年（1942年） - 保険院廃止。総務局と社会保険局が統合され、保険局となった。また、簡易保険局は移管元の逓信省に再移管された。

## 組織
昭和17年（1942年）廃止時点での組織。
- 総務局
  - 庶務課
  - 企画課
  - 数理課
  - 施設課
- 社会保険局
  - 庶務課
  - 監理課
  - 医務課
  - 国民保険課
  - 船員労災保険課
- 簡易保険局（旧逓信省簡易保険局）
- 健康保健保険指導所（旧健康保険相談所）

## 歴代幹部

### 保険院長官
- 進藤誠一
- 樋貝詮三

### 保険院総務局長
- 佐藤基
- 川村秀文
- 歌田千勝

### 保険院社会保険局長
- 清水玄
- 木村清司
- 平井章

### 保険院簡易保険局長
- 藤川靖
- 前田穣